# Каракас (острів)
Карака́с — дрібний острів в Червоному морі в архіпелазі Дахлак, належить Еритреї, адміністративно відноситься до району Дахлак регіону Семіен-Кей-Бахрі.

## Географія
Розташований на південний захід від острова Дульякас. Має видовжену з півночі на південь форму. Довжина 170 м, ширина до 75 м. Острів облямований піщаними мілинами.